# Philippe Brun
Philippe Brun (* 29. April 1908 in Paris; † 14. Januar 1994 ebenda) war ein französischer Trompeter und Bandleader des Swingjazz. Er war Frankreichs erster Jazztrompeter von Bedeutung.

## Biographie
Brun studierte zunächst Violine und war Autodidakt auf der Trompete. 1928 spielte er bei Ray Starita in London, wo er auch Mitglied der Band von Jack Hylton war (1930). Er galt nach Ansicht von Boris Vian, der ihn in einem Radiofeature vorstellte, als erster Hot-Trompeter von Paris. 1929 entstanden erste Plattenaufnahmen. Er spielte u. a. bei Grégor et ses Grégoriens; dabei erinnerte sein Spiel an Bix Beiderbecke („Doin’ the Racoon“). Danach war er Mitglied im Orchester von Ray Ventura, solistisch zu hören in Titeln wie „After You’ve Gone“ oder „Melody in Brown“. In dieser Zeit nahm er mit Ventura Plattenseiten auf, außerdem unter eigenem Namen für das Label Swing. Er versammelte auch ein großes Orchester, u. a. mit Django Reinhardt und Stéphane Grappelli am Klavier („Riding Along the Moskowia“) und nahm einige 78er für das Label Swing auf.
Am 14. Dezember 1937 wirkte Brun an Reinhardts Titeln „Bolero“ und „Mabel“ mit, am 21.12. an dem Titel „Blues“. Eine seiner bekanntesten Platten war – gekoppelt mit „When You’re Smiling“ – „It Had to Be You“, entstanden am 28. Dezember 1937 mit Alix Combelle, Django Reinhardt, Michel Warlop, Grappelli und Louis Vola. Brun arbeitete außerdem mit Danny Polo und Bert Ambrose. Während der Besetzung Frankreichs durch die Deutschen im Zweiten Weltkrieg 1941–1944 floh Brun in die Schweiz, wo er unter anderem mit Glyn Paque, André Ekyan, Teddy Stauffer, Ernst Höllerhagen und Eddie Brunner spielte. Als Bandleader nahm er allerdings in der Zeit von 1937 bis 1944 für die Label Pathe, Swing und Elite Special auf. In den Nachkriegsjahren leitete er eigene Formationen; es entstanden jedoch nur wenige Plattenaufnahmen unter eigenem Namen. 1954 nahm er lediglich drei Songs auf. In späteren Jahren gab er den Jazz auf und spielte kommerzielle Unterhaltungsmusik.

## Diskographische Hinweise
- Philippe Brun and His Band: Le Jazz en France, Vol. 11 – Philippe Brun 1930–1938